# Janina Miščiukaitė
Janina Miščiukaitė-Brazaitienė (ur. 10 maja 1948 w Janowie, zm. 20 lutego 2008 w Wilnie) – litewska piosenkarka i klarnecistka. 
W 2008 roku była magistrantką wychowania muzycznego na Wileńskim Uniwersytecie Pedagogicznym. Wykładała w szkole muzycznej Balysa Dvarionisa. Pierwsza laureatka konkursu „Vilniaus bokštai”, pierwsza laureatka nagrody Antanasa Šabaniauskasa, zasłużona artystka litewska.  Została pochowana na cmentarzu na Antokolu w Wilnie.